# Paul Shenar
Paul Shenar est un acteur américain né le 12 février 1936 à Milwaukee (Wisconsin) et mort le 11 octobre 1989 à West Hollywood (Californie).
Il est notamment connu pour avoir incarné le personnage d'Alejandro Sosa dans le film Scarface (1983) de Brian De Palma.

## Biographie

### Jeunesse et études
Né à Milwaukee le 12 février 1936, Paul Shenar est le second des quatre fils d'Eugene Joseph Shenar et Mary Rosella Puhek.
Il se découvre très jeune une passion pour le théâtre. Après avoir obtenu son diplôme d'études secondaires à l'Université du Wisconsin, il s'enrôle néanmoins de 1954 à 1957 dans l'US Air Force.

### Carrière d'acteur
Libéré de ses obligations, Paul Shenar s'installe à New York et se lance dans une carrière d'acteur. Il fait ses débuts sur scène à Broadway en 1965 puis déménage à San Francisco où il intègre l'American Conservatory Theater, compagnie fondée par William Ball. 
Parallèlement, il apparaît à la télévision dans des séries telles que Columbo, Mannix, L'Homme invisible, Super Jaimie, Wonder Woman et Kojak.
En 1975, il incarne Orson Welles dans La Nuit qui terrifia l'Amérique, puis trois ans plus tard Florenz Ziegfeld  dans Ziegfeld: L'Homme et ses femmes. Ces deux téléfilms lui valent de se faire remarquer.
En 1977, il interprète David Eakins, un voyageur temporel désespéré, dans l'épisode Man Out Of Time de la série L'Âge de cristal, puis prête sa voix au personnage de Jenner dans le film d'animation Brisby et le Secret de NIMH (1982).. Mais c'est en 1983 qu'il se fait connaître avec le rôle du mafieux Alejandro Sosa dans le film culte Scarface de Brian De Palma. Il est apparu par la suite dans Le Contrat (1986), Pacte avec un tueur (1987) et Le Grand Bleu (1988) de Luc Besson, son dernier film.
Paul Shenar meurt le 11 octobre 1989 à West Hollywood (Californie), à 53 ans, de complications liées au sida,

### Vie privée
Dans les années 1970, Paul Shenar a entretenu une relation (qui aurait duré cinq ans) avec l'acteur Jeremy Brett,.

## Théâtre
- 1965 : Tartuffe de Molière, ANTA Washington Square Theatre : Valère

- 1969 : Tiny Alice d'Edward Albee, ANTA Playhouse : Julian

- 1969 : Les Trois Sœurs d'Anton Tchekhov, ANTA Playhouse : Tuzenbach

- 1981 : Hedda Gabler de Henrik Ibsen

- 1988 : Macbeth» de William Shakespeare, Mark Hellinger Theatre : Banquo

## Filmographie

### Cinéma
- 1978 : Lulu : Ludwig Schon
- 1982 : Richard II (vidéo) : Bolingbroke
- 1982 : Brisby et le Secret de NIMH (The Secret of NIMH) : Jenner (voix)
- 1982 : The End of August : Arobin
- 1983 : Deadly Force : Joshua Adams
- 1983 : Scarface de Brian De Palma : Alejandro Sosa
- 1986 : Dream Lover : Ben Gardner
- 1986 : Le Contrat (Raw Deal) : Paulo Rocca
- 1987 : Faux Témoin (The Bedroom Window) : Collin Wentworth
- 1987 : Man on Fire : Ettore
- 1987 : Pacte avec un tueur (Best Seller) : David Madlock
- 1988 : Le Grand Bleu : le docteur Lawrence

### Télévision

#### Téléfilms
- 1974 : Exécuté pour désertion (The Execution of Private Slovik) : Crawford

- 1972 : Great Performances : Cyrano de Bergerac : De Guiche
- 1975 : La Nuit qui terrifia l'Amérique (The Night That Panicked America) : Orson Welles
- 1976 : The Keegans de John Badham : Rudi Portinari
- 1976 : Gemini Man : Charles Edward Royce
- 1977 : The Mask of Alexander Cross
- 1977 : The Hostage Heart (en) : James Cardone
- 1978 : Ziegfeld: L'Homme et ses femmes : Florenz Ziegfeld
- 1978 : The Courage and the Passion : Nick Silcox
- 1978 : Suddenly, Love : Jack Graham
- 1985 : Brass de Corey Allen : Schuyler Ross
- 1985 : Droit de vengeance (Streets of Justice) : J. Elliott Sloan
- 1986 : Dark Mansions : Phillip Drake
- 1986 : Rage of Angels: The Story Continues : Jerry Worth

#### Séries télévisées
- 1974 : Columbo, épisode Édition tragique (3.5) : le sergent Young
- 1977 : Racines (Roots) : John Carrington
- 1980 : Pour l'amour du risque : Michael Shillingford (1 épisode)
- 1980 : La Plantation (Beulah Land) : Roscoe Corlay
- 1983 : Dynastie : Jason Dehner

## Voix francophones
- Daniel Gall dans Columbo
- Claude Giraud dans L'Âge de cristal
- Gabriel Cattand dans Racines
- Serge Lhorca dans Pour l'amour du risque
- Pierre Trabaud dans Dynastie
- Sady Rebbot dans Scarface[4]
- Jean Barney dans [5] Le Contrat
- Pierre Hatet dans Faux Témoin
- Jacques Frantz dans Le Grand Bleu